# Izbacivač
Izbacivač (eng. bouncer), vrsta zaštitara obučenog i licenciranog za rad u ugostiteljskim objektima poput noćnih klubova, kabaret klubova, striptiz klubova i kockarnica. Dužnost izbacivača je osiguravanje sigurnosti objekta, udaljavanje gostiju ili spriječavanje njihova ulaska zbog neprimjerenog ponašanja koja uključuju alkoholiziranost, verbalno i fizičko nasilje te odbijanje pridržavanja pravila objekta. Također, izbacivač može provjeriti osobne dokumente kako bi utvrdio smije li joj biti dopušten ulazak u objekt namjenjen punoljetnim osobama.
Izbacivač mora posjedovati komunikacijske vještine kao bi bio u stanju spriječiti eskalaciju situacije i ne smije se oslanjati isključivo na fizičku snagu. Često ih izravno unajmljuje sam ugostiteljski objekt bez angažiranja zaštitarske tvrtke i u tom slučaju izbacivači nemaju posebnu licencu za svoj rad, već su isključivo zaposlenici objekta.
Potrebni su u objektima u kojima istovremeno boravi mnogo ljudi te postoje redovi za ulazak u ograničeni prostor zbog čega se provodi filtriranje gostiju s obzirom na njihovo stanje (maloljetnost, izloženost alkoholu i opijatima, nasilnom ponašanju ili pripadnosti kriminalnom miljeu). Izbacivač je dužan nadzirati prostor, uočavati, prijaviti i razriješiti svaku neželjenu situaciju unutar ili ispred ugostiteljskog objekta i mora biti u komunikaciji s ostalim osobljem kojem daje pravovremene informacije ključne za neometan rad objekta i zadovoljavajuću razinu sigurnosti u njemu.

## Poznate osobe koje su radile kao izbacivači
- Vin Diesel (* 1967.) – američki filmski glumac poznat po ulogama u akcijskom filmskom serijalu Brzi i žestoki
- Jason Statham (* 1967.) – engleski i holivudski filmski glumac poznat po akcijskim filmovima i borilačkim vještinama
- Sylvester Stallone (* 1946.) – američki filmski glumac poznat po ulogama u filmovima Rocky i Rambo
- Mr. T (* 1952.) – američki profesionalni hrvač i glumac najpoznatiji po ulozi u američkoj TV seriji The A-Team (1983. – 1987.)
- Idris Elba (* 1972.) – engleski glumac i pjevač
- Franjo (* 1936.) – rimski papa i poglavar Rimokatoličke crkve
- Burt Reynolds (1936. – 2018.) – američki filmski glumac poznat po ulogama u filmskom serijalu Smokey i Bandit
- John Goodman (* 1952.) – američki filmski glumac najpoznatiji po ulogama u filmovima Veliki Lebowski, Tko je ovdje lud? i Obitelj Kremenko te amričkoj humorističnoj seriji Roseanne
- Wesley Snipes (* 1962.) – američki glumac i majstor borilačkih vještina poznat po ulogama u filmovima New Jack City, Čuvari zakona i Izlazeće sunce te serijalu filmova Blade
- Vinnie Jones (* 1965.) – britanski glumac i bivši profesionalni nogometaš poznat po ulogama u filmovima Lopovi, ubojice i dvije nabijene puške, Nestali u 60 sekundi i X-Men 3
- Dolph Lundgren (* 1957.) – švedsko-američki glumac poznat po ulozi Ivana Drage u filmu Rocky IV te po ulogama u filmovima Gospodari svemira i Univerzalni vojnik
- Dave Bautista (* 1969.) – filipinsko-američki je hrvač, glumac, bodybuilder i borac mješovitih borilačkih vještina

## Vanjske poveznice
- Izbacivač – Britannica Online (engl.)